# Oldtidens Israels og Judæas historie
 Denne artikel bør gennemlæses af en person med fagkendskab for at sikre den faglige korrekthed.

|  | For den moderne stat Israels historie, se Israels historie |
Oldtidens Israels og Judæas historie hænger nøje sammen med bibelhistorien. Bibelen er den vigtigste kilde til kongerne og tidens historie. Derfor vil drøftelserne om Israels oldtidshistorie hænge sammen med spørgsmålene om Bibelforskning og bibelkritik.

## Oprindelse
Israelitterne var ifølge Bibelen efterkommerne af patriarken Jakob og hans tolv sønner. De tolv stammer i Israel stammede fra ti af hans sønner og to af hans sønnesønner. Levis stamme omfattede præster og tempeltjenere og blev ikke regnet med blandt de tolv stammer. Jakobs bedstefar Abraham var blevet lovet, at hans efterkommere skulle få det landområde, som blev til landet Israel.
Bibelen fortæller, at Jakob og elleve af sønnerne kom til Egypten, efter sønnen Josef havde været der. I Egypten blev israelitterne talrige. Men egypterne tvang dem til slavearbejde og udsatte dem for grusom behandling. Det var da Moses stod frem som deres profet og befrier. Israelitterne opholdt sig i ørkenen, hvor de modtog loven og forskrifter for deres religionsudøvelse.
Moses var folkets leder, før de gik ind i det lovede land. Moses selv døde nær Moab efter at have set hele landet fra toppen bjerget. Josva overtog ledelsen efter hans død og førte folket ind i landet.

### 1200 fvt.: Hebræerne kommer til Kanaan
Bibelen er blandt de få kilder, som fortæller, hvordan hebræerne kom til Kanaan fra Egypten. Da Bibelen er skrevet mange århundrede senere end begivenhederne af autoriteter, som repræsenterede magthaverne i området, er der fra et arkæologisk og historisk synspunkt mange unøjagtigheter og direkte fejl. Alligevel er Bibelen den vigtigste skriftlige kilde for den generelle udviklingen i dette område og jødernes historie.

### 1100 fvt.: Hebræerne erobrer Kanaan
Bibelen indeholder meget, som kan bekræftes af fund og andre kilder. Joshvas bog fortæller om hebræernes erobringer, som stemmer godt overens med arkæologiske fund af kanaanitiske byer, som blev ødelagt i 1200-tallet f.Kr. Kanaanitterne, som levede i området, havde en kultur og religion (polyteisme), som stemmer med Bibelens fortælling om hebræernes kamp mod lokale afgudsdyrkelser. I 1100-tallet f.Kr. var der kampe i Palæstina mellem to religiøse traditioner (polyteisme og Javhe-kulten, som stadig bliver mere monoteistisk) og folk (hebræerne fra Egypten og kanaanitter). Egypten, som tidligere havde overherredømmet over området, havde nu mistet fodfæste, og uden et stærkt Egypten lå vejen klar for de mindre semitiske folkeslag til at overtage området.
Hebræerne fik støtte fra nomadiske stammer og semitiske folkeslag, som var beslægtet med Abraham. Alliancen var mulig, fordi de alle dyrkede Jahve (men der var meget uenighed om, hvordan Jahve skulle dyrkes). Denne kult var længe den eneste institution, som bandt folket sammen, og hindrede ikke, at der opstod konflikter mellem dem.
Hebræerne erobrede og ødelagde de mere civiliserede kanaanitter og overtog deres skriftsystem. Byggepraksissen blev også overtaget, men uden at hebræerne nåede samme kvalitet som deres forgængere. Jerusalem var på dette tidspunkt et lille sted uden stor betydning og kunne ikke måle sig med andre byer, som allerede var blomstret og forfaldet i oldtidens verden. Men tilfældigvis skulle meget af spiren til vor historie vise sig at være udviklet i Palæstina og styret af hebræerne.

### Dommertiden
Efter Josvas tid fulgte Dommertiden, hvor landet blev styret af de såkaldte dommere. De stod frem som befriere hver gang israelitterne var blevet undertrykket af andre herskere.

## Kongedømmer

### 1000 fvt.: Det Hebræiske Kongedømme – Kong Saul, Kong David og Kong Salomon
Ifølge beretningen var landets første konge Saul. Han dateres til omkring 1100-1000 f.Kr. Landet var forenet under ham og hans to efterfølgere, David og Salomo. Denne er kendt for bygningen af Templet i Jerusalem.
Hebræerne etablerede et kongedømme i Palæstina. Denne institution kom som en nødvendig følge af, at organisere krigsføringen ved at konsolidere nationen. Mod vest udgjorde filistrene (Gaza) en stærkere modstand end kanaanitterne, fordi de havde jernteknologi. Filistrene stammede fra "søfolket", som var kommet fra Grækenland, og det er fra disse vi henter navnet Palæstina.[kilde mangler] Mod nord lå andre filistre, fønikerne i Libanon, der var mest optaget af handel. Da kanaanitterne stadig blev mere erobret, gav det grundlaget for det hebræiske kongedømme omkring 1000 f.Kr. Samtidig blev der oprettet en anden institution med profeter, og profeten Samuel salvede den første konge, Saul, og hans efterfølger David.

### 922 fvt.: Det Hebræiske Kongedømme deles i Kongeriget Israel og Kongeriget Juda
Da kong Salomon døde i 922 f.Kr. blev det hebræiske kongedømme delt i to. Det var kun Juda og Benjamins stammer, som accepterede Salomons søn Rehabeam som deres konge, og de oprettede dermed det sydlige kongerige Juda med Jerusalem som hovedstad. Mod nord gjorde de øvrige stammer Jeroboam til konge og oprettede kongeriget Israel med Sikem og senere Samaria som hovedstad.

### 722 fvt.: Kongeriget Israel erobres af assyrierne
Kongeriget Israel forsvinder ud af historien, da Assyrien erobrer hovedstaden Samaria 722 f.Kr. Hermed mister de 10 nordlige stammer også deres betydning. Nogle af indbyggerne i Kongeriget Israel bliver deporteret af assyrierne, hvilket giver ophav til forskellige myter om at rester af Israels ti forsvundne stammer endnu eksisterer i dag. Arkæologisk kan der dog ikke dokumenteres nogen befolkningsudskiftning eller nogen nedgang i befolkningstallet, og genetiske undersøgelser viser også kontinuitet i befolkningssammensætningen. Hovedparten af befolkningen er således forblevet i området og samaritanerne må anses for at være de mest direkte efterkommere af befolkningen i Kongeriget Israel, hvilket også er i overenstemmelse med samaritanernes egen opfattelse. Nogle beboere i Kongeriget Israel må være flygtet til kongeriget Juda, hvilket kan forklare hvordan de nordlige stammers myter er blevet inkorporeret i Det Gamle Testamente, som blev samlet i Kongeriget Juda.

## Under fremmed styre

### 587 fvt: Kongeriget Juda og Jerusalem falder mod Babylonerne
Nebukadnesar, Babylons konge, erobrer Jerusalem og ødelægger Salomons Tempel i 587 fvt. Byen bliver fuldstændig ødelagt og en del af indbyggerne bliver deporteret til Babylon. For folket fra Juda skal fangenskabet i Babylon imidlertid kun udgøre en epoke i jødisk historie, og i modsætning til Israels folk lykkes det disse stammer at bevare deres etniske identitet og bygge Jahve-kulten op i Babylon. Dette fangeskab præger jødedommen og markerer begyndelsen på religionen. Her bliver de første tekster skrevet ned, og det er først nu vi kan tale om "jøder".[kilde mangler]

### Under persisk styre
Da Babylon senere blev invaderet af perserne omkring 539 fvt., fik jøderne lov til at vende tilbage til Juda, som nu var under persisk overherredømme. Nogle jøder blev i Babylon mens andre rejste til Jerusalem og genoprettede de religiøse traditionerne i Jerusalem.

### 323 fvt. Alexander den Store overtager fra Perserne
Israel kom siden under makedonerne, da Alexander den Store erobrede persernes rige. Den næste tid var præget af uro. Makabæeroprøret førte politiske stridigheder med sig. Samtidig var landet til tider selvstændigt som et kongedømme.

### Under romersk styre
Da romerne kom til magten, blev landet anerkendt som et kongedømme og Herodes den store blev valgt til konge. Efter hans tid blev riget delt mellem tre af hans sønner. Herodesfamilien havde mere eller mindre magten frem til Jerusalems ødelæggelse i år 70. Derefter var der flere oprør, men ingen lykkedes. Jødedommen og kristendommen er derimod en vigtig del af arven efter oldtidens Israel.
| Historie | Spire Denne historieartikel er en spire som bør udbygges. Du er velkommen til at hjælpe Wikipedia ved at udvide den. |